# Ica

Dünen außerhalb von Ica

Ica [ˈika] ist eine Stadt im Süden von Peru, etwa 300 km südöstlich von Lima am Río Ica und an der Panamericana gelegen. Beim Zensus  von 2017 zählte die Stadt 149.618 Einwohner. Zusammen mit  dem weiteren Ballungsraum 282.407 Einwohner.
Ica ist die Hauptstadt der Region Ica und der Provinz Ica sowie der Sitz des Bistums Ica.

## Geschichte
Die Stadt wurde am 17. Juni 1563 durch den spanischen Konquistador Jerónimo Luis de Cabrera gegründet.
Am 15. August 2007 (Mariä Himmelfahrt) wurde die Stadt von einem Erdbeben der Stärke 8,0 schwer beschädigt.

## Wirtschaft
Ica ist ein Zentrum des Agrarexports. In der Region wird Obst- und Gemüseanbau betrieben. Wichtige Exportprodukte sind Artischocken, Spargel sowie Tafelweintrauben. Aus den Weintrauben wird häufig das Getränk Pisco hergestellt.

## Verkehr
Im nördlichen Teil der Stadt ist der öffentliche Flugplatz Las Dunas zu finden.
Von 1871 bis 1956 bot die 74 km lange Bahnstrecke Pisco–Ica eine Verbindung zur Hafenstadt Pisco am Pazifik. Es war ein Inselbetrieb ohne Anschluss an ein Eisenbahnnetz.

## Sehenswürdigkeiten
Ica beheimatet ein bekanntes Museum für präkolumbische Mumien. Wenige Kilometer auswärts befindet sich die Oase Huacachina, die auch auf der Rückseite der 50-Soles-Banknote abgebildet ist.

## Städtepartnerschaften
- Miami Beach, Florida, USA

## Söhne und Töchter der Stadt
- José de la Torre Ugarte (1786–1831), Jurist und Lyriker
- Abraham Valdelomar (1888–1919), Schriftsteller und Journalist
- Carlos Cillóniz (1910–1972), Fußballspieler
- Santiago Luis Marcenaro Romero (1913–2006), Diplomat
- Pablo Pasache (1915–1990), Fußballspieler
- Eloy Campos (* 1942), Fußballspieler
- Luisa Fuentes (1948–2025), Volleyballspielerin
- Hugo Sotil (1949–2024), Fußballspieler
- Jorge Olaechea (* 1956), Fußballspieler
- Ana Jara (* 1968), Politikerin
- Gabriela Pérez del Solar (* 1968), Volleyballspielerin und Politikerin